# Актиний-228
Акти́ний-228 (англ. actinium-228), историческое название мезото́рий II (лат. Mesothorium II, обозначается символом MsTh II или MsTh2) — радиоактивный нуклид химического элемента актиния с атомным номером 89 и массовым числом 228. Открыт в 1906 году Отто Ганом (будучи одним из двух компонентов мезотория).
Принадлежит к радиоактивному семейству тория-232 (так называемый ряд тория). Актиний-228 непосредственно образуется в результате β−-распада нуклида 228Ra (известен также как мезоторий I; период полураспада составляет 5,75(3) года):
{\displaystyle \mathrm {{}_{88}^{228}Ra} \rightarrow \mathrm {{}_{89}^{228}Ac} +e^{-}+{\bar {\nu }}_{e}.}
Сам актиний-228 также претерпевает β−-распад, в результате распада образуется нуклид 228Th, известный также как радиоторий (выделяемая энергия 2123,8(27) кэВ, период полураспада 6,15(2) часа):
{\displaystyle \mathrm {{}_{89}^{228}Ac} \rightarrow \mathrm {{}_{90}^{228}Th} +e^{-}+{\bar {\nu }}_{e}.}
В 1969 году также сообщалось об открытии альфа-распада актиния-228 во франций-224 с коэффициентом ветвления (5,5±2,2)×10−8 и энергией альфа-частиц 4,27(4) МэВ, однако исследователи не смогли выделить дочерний франций-224 и определили его период полураспада как гораздо меньше 2 минут (тогда как по современным данным период полураспада 224Fr, полученного другими путями, составляет 3,33 минуты). В настоящее время данные 1969 года расцениваются как ошибочные, а альфа-распад актиния-228, хотя и разрешённый законами сохранения, не считается достоверно обнаруженным в эксперименте.